# Hibiscus trionum

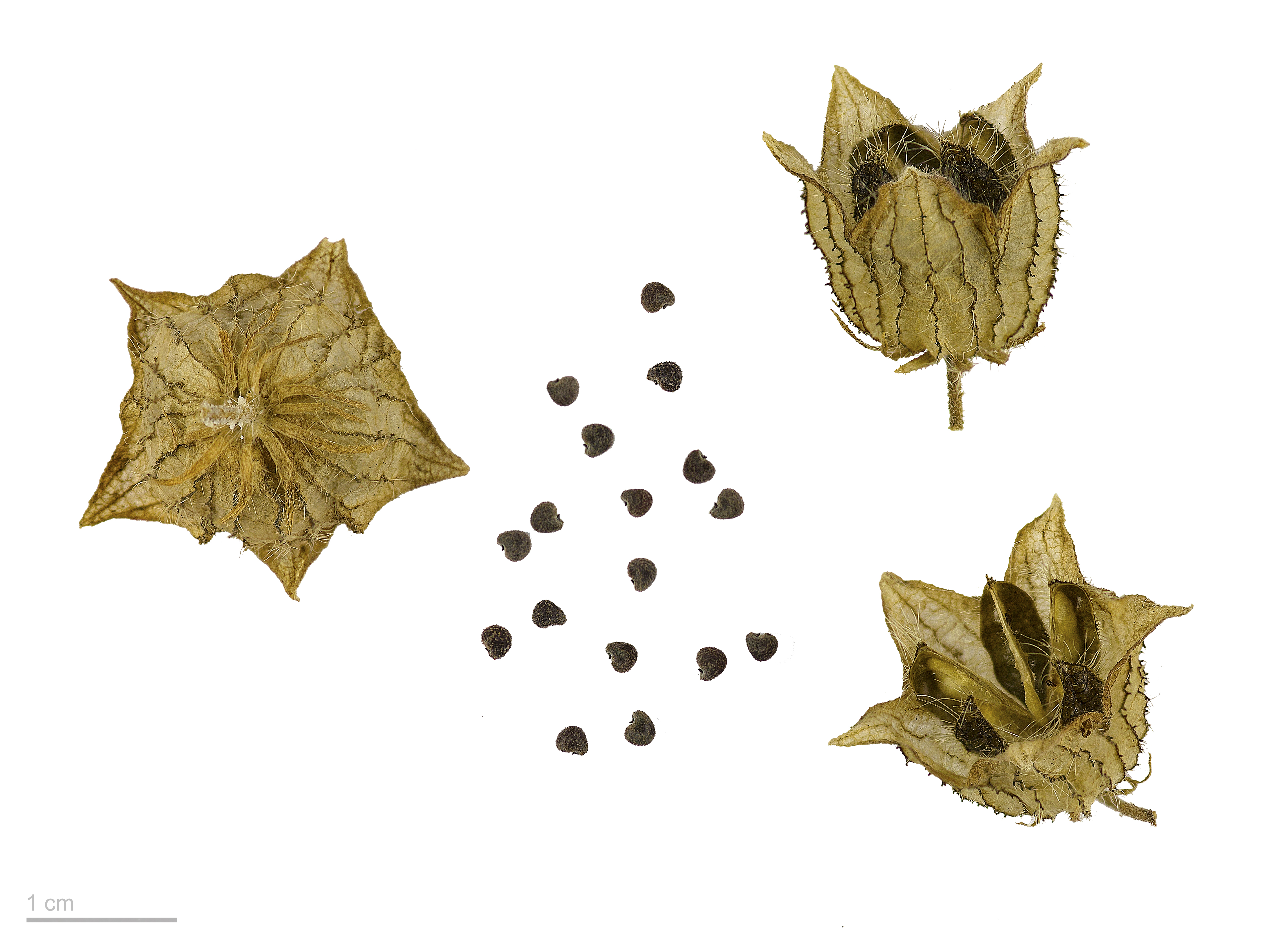
Hibiscus trionum

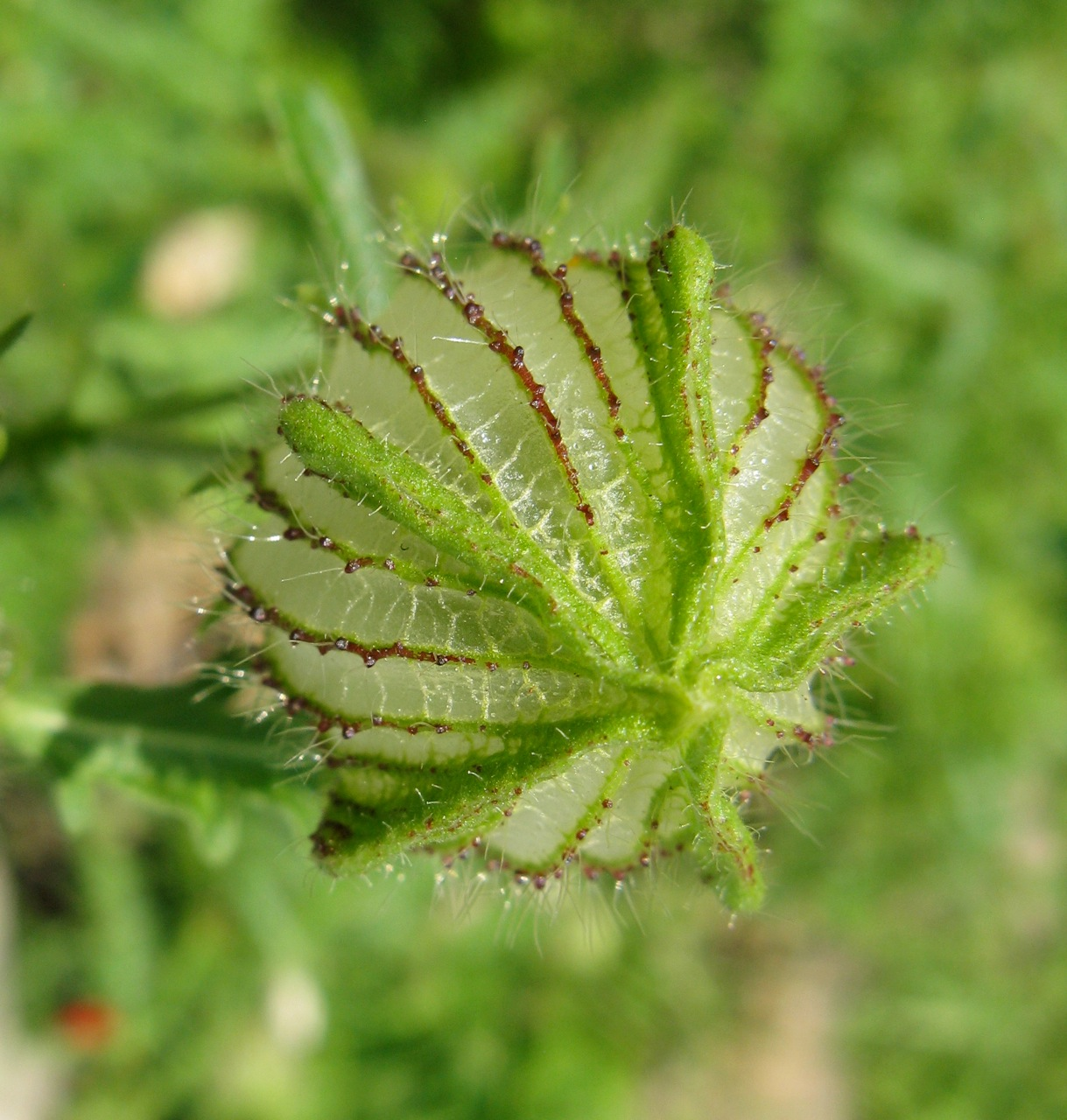
Detalle

Hibiscus trionum es una especie de planta anual perteneciente a la familia de las malváceas. Es originaria del este del Mediterráneo pero se extendió por el sur de Europa tanto como mala hierba o cultivada como una planta ornamental de jardín.

## Descripción
La planta crece hasta un altura de 20-50 cm, a veces alcanza los 80 cm y tiene las flores blancas o amarillas con un centro púrpura. 

## Taxonomía
Hibiscus trionum fue descrita por  Carlos Linneo y publicado en Species Plantarum 2: 697. 1753.
Etimología
Hibiscus: nombre genérico que deriva de la palabra griega: βίσκος ( hibískos ), que era el nombre que dio Dioscórides (40-90 d. C.)  a Althaea officinalis.
trionum: epíteto
Sinonimia
- Hibiscus africanus Mill.
- Hibiscus hispidus Mill.
- Hibiscus ternatus Cav.
- Hibiscus vesicarius Cav.
- Trionum annuum Medik.
- Ketmia trionum (L.) Scop.
- Trionum trionum (L.) Wooton & Standl.[1]
- Hibiscus armeniacus Bouche, 1840
- Hibiscus fulvus Kitaibel, 1828
- Hibiscus hastaefolius E.Meyer, 1843
- Hibiscus humboldtii  Schrank ex Colla, 1826
- Hibiscus marschallianus Fischer & C.A.Meyer
- Hibiscus physodes E.Meyer, 1843
- Hibiscus sphaerocarpus Bouche, 1840
- Hibiscus tridactylites Lindley, 1838
- Hibiscus trionicus Saint-Lager, 1880 nom illeg.
- Hibiscus trionioides G.Don, 1831
- Hibiscus uniflorus E.Mey., 1843
- Trionum cordifolium Moench, 1802, nom. illeg.
- Trionum diffusum Moench
- Trionum frutescens Medikus, 1787[3]

## Nombre común

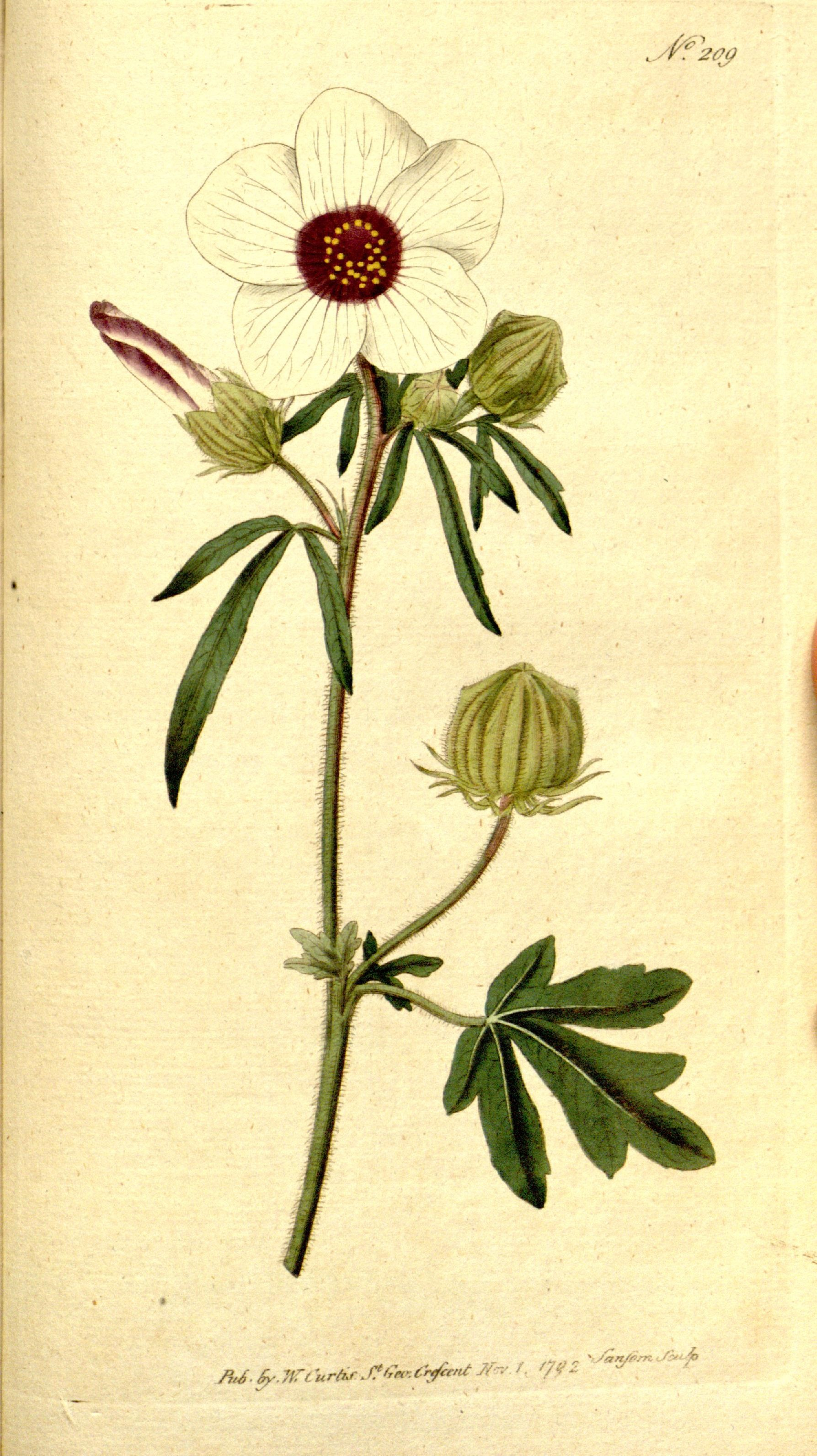
Ilustración de 1793

- Ilustración de 1793Castellano: aurora, aurora común, malva vejigosa, malva versicaria, malva vesicaria.[4]